# Soffitto dei Semidei
Il Soffitto dei Semidei è un'opera di Pinturicchio, databile al 1490 e conservata nel salone dell'ala destra del palazzo dei Penitenzieri a Roma. Si tratta di 63 lacunari ottagonali lignei dorati e decorati con altrettante figure allegoriche e mitologiche dipinte su un finto sfondo di mosaici d'oro, su carta applicata sul legno.

## Storia
Nel corso degli anni ottanta del Quattrocento Pinturicchio, allora giovane e da poco maestro indipendente, entrò al servizio del cardinale Domenico Della Rovere, per il quale curò una serie di decorazioni nel suo palazzo di piazza Scossacavalli (oggi su via della Conciliazione), poi detto "dei Penitenzieri". Le decorazioni culminarono nel soffitto detto "dei Semidei", che venne completato nel 1490. 

## Descrizione e stile
Il repertorio che compone la decorazione del soffitto è un fiabesco insieme di creature mitologiche e fantastiche, tratte dai bestiari e dai libri monstruorum medievali, tra cui compaiono numerose creature ibride come sfingi, tritoni, satiri, sirene, centauri, che compongono l'insieme del "semidei", appunto.
Le rappresentazioni, squisitamente profane, adombrano vari significati filosofici e morali, che vennero quasi certamente dettati dagli ambienti umanistici vicini al cardinale. Al centro si trova l'albero araldico dei Della Rovere con due pavoncelle, che ricorrono anche agli angoli.
Tra le rappresentazioni vi è un'allegoria della Fortuna come donna nuda che va per mare a cavallo di un delfino, al posto dell'instabile barchetta tipica delle rappresentazioni fiorentine del tema. Si vede poi un putto che sta su due cavalli marini diretti in direzioni opposte, che rappresenta l'allegoria neoplatonica dell'anima divisa tra Bene e Male, secondo il commento di Marsilio Ficino a Platone nel Convito del 1475, ma riprende anche l'iconografia classica del trionfo di Nettuno sul mare. La Pesatura dell'anima è poi un motivo antico entrato nel repertorio cristiano, così come l'aquila trionfante che sconfigge il serpente. 

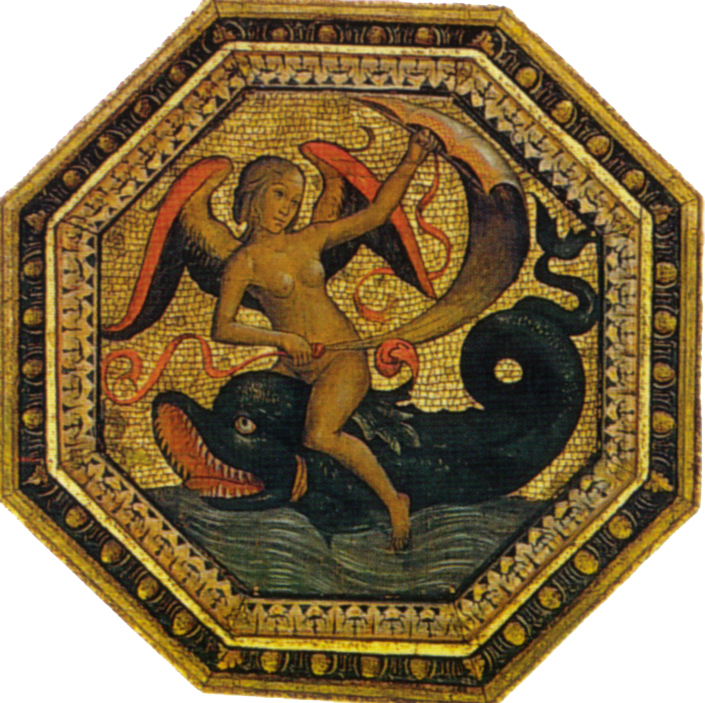
La Fortuna

Tra i tanti animali dipinti, alcuni sono tradizionalmente associati al Male, come il dragone e il basilisco, altri al Bene, come il grifone, il cervo e l'aquila, rimandando ancora una volta agli opposti neoplatonici e alla simbologia cristologica. Più enigmatico è il ricorrere delle sfingi, tratte dalla cultura egiziana che era diffusa nella Roma imperiale.
Frequentissime sono poi le creature marine, dal significato allegorico meno chiaro; si vedono tritoni armati, ittiocentauri e numerose sirene, nella versione bicaudata o che allattano, guidano i piccoli in fila, dipingono o sono prese in viluppi acrobatici. Si tratta probabilmente di una ripresa di gusto archeologico dei thiasos marini frequenti nei sarcofagi romani. Un altro artista che si dedicò a tali soggetti fu Andrea Mantegna (Zuffa di dei marini), che venne forse a contatto col Pinturicchio proprio in quel periodo, nel cantiere del palazzo del Belvedere. 
La ricchezza di spunti iconografici, la ricerca antiquaria e l'attenzione al dettaglio sono qui fuse con un'abilità tipica del miniatore quale il Pinturicchio era, oltre che pittore, spiegando così il ricorso a immagini di tradizione medievale che nel Rinascimento erano ancora vive proprio nella produzione miniata.

## Altre immagini

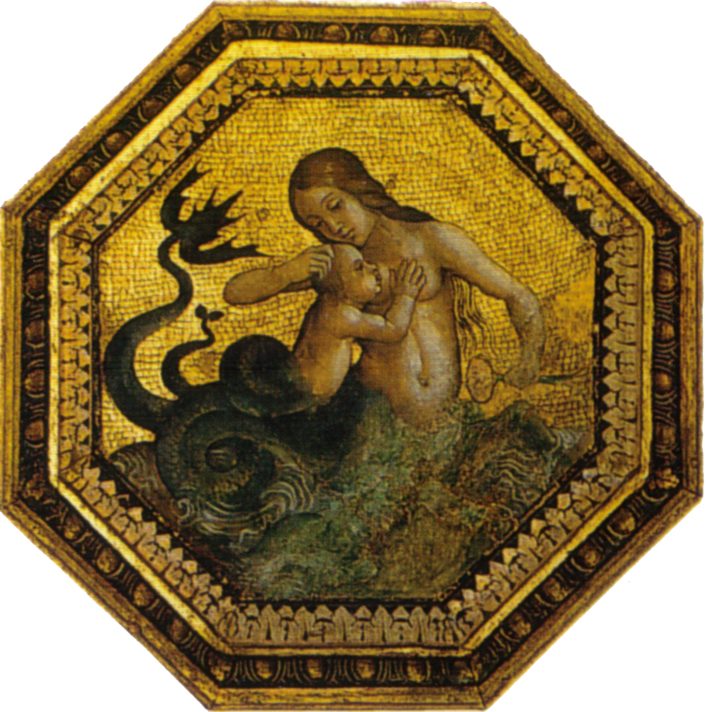
Sirena che allatta
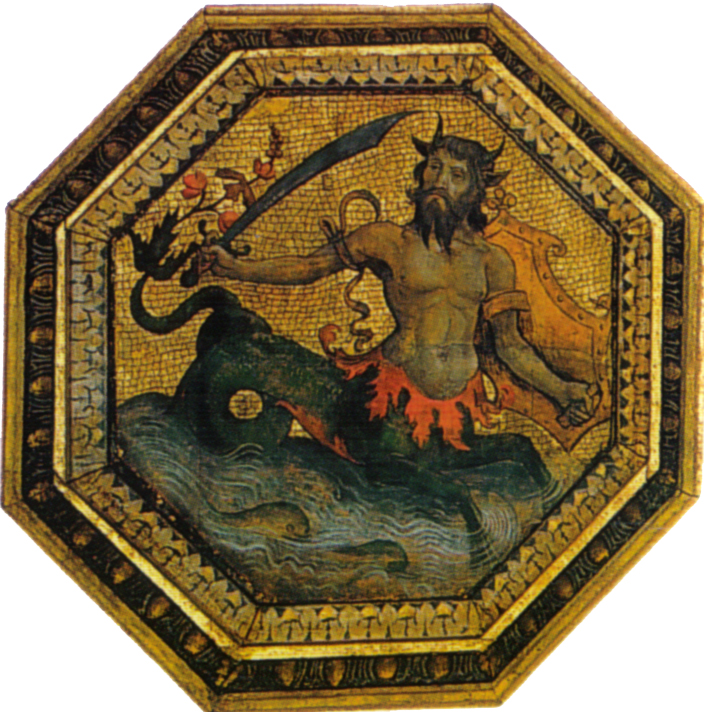
Ittiocentauro armato